# أشرف محمود أبو زيد
أشرف محمود أبو زيد (12 أبريل 1976 - 11 يونيو 2023) هو ملحن وموزع موسيقي مصري، لحن العديد من الأغنيات لكبار المطربين المصريين والعرب وألف موسيقى للعديد من الأعمال الدرامية المصرية.

## حياته ونشأته
ولد في 12 إبريل 1976 ورحل عن عالمنا في يوم الأحد 11 يونيو 2023  وهو ابن السيناريست والمؤلف الراحل محمود أبوزيد وشقيق المطرب كريم أبوزيد والمؤلف أحمد محمود أبوزيد، كان متزوجا من بسمة مجدي وله ابن عمر وابنة منة، توفي يوم الأحد 11 يونيو 2023 بعد صراع مع المرض 

## أعماله

### مسلسلات ألف موسيقاها التصويرية أو لحن تتراتها
- ولي العهد
- جواز بالإكراه
- حي السيدة زينب
- ليل أم البنات
- الركين
- الدوائر المغلقة
- الوتر المشدود
- السبع بنات
- حب لا يموت
- الكيف
- ابن بطوطة (مسلسل إذاعي)
- أسد البحار شهاب الدين (مسلسل إذاعي)[6]

### أغنيات قام بتلحينها
- لون شعرك (كريم أبوزيد)
- تفاحة آدم (كريم أبو زيد)
- أول م باشوفك (فضل شاكر)
- أدعية أسماء الله الحسنى (إيهاب توفيق)
- مهما قلت (إيمي)
- قلبه (كريم أبوزيد)
- مكنتش أتصور (كريم أبوزيد)[7]

### الشعراء الذين تعامل معهم
محمد رفاعي - خالد الشيباني - محمد بهجت - إبراهيم ثابت - جمال شوقي